# Энфилд №2 (револьвер)
Энфилд № 2 (англ. Enfield No. 2) — британский револьвер с переломной рамой, производившийся под патрон .38 S&W с 1932 по 1957 годы. Был стандартным револьвером вооружённых сил Великобритании и стран Британского содружества во Второй мировой войне наравне с револьвером Webley и Smith & Wesson Model 10 того же калибра. Различают две версии револьвера: раннюю Mk I* и позднюю Mk I**. На вооружении Великобритании оставался до 1960-х годов, хотя его производство для служебного применения продолжается до сих пор в разных частях света.

## История
После завершения Первой мировой войны британское правительство осознало, что небольшой и лёгкий револьвер 38-го калибра (9,2 мм), стреляющий пулей массой 13 г, будет гораздо более эффективным и предпочтительным, чем крупный 11,6-мм револьвер Webley под патроны .455 Webley. Хотя останавливающая сила пули .455 была достаточно большой, высокая отдача осложняла обучение точной стрельбе из данного револьвера. Военное руководство занялось поиском более лёгкого револьвера двойного действия с маленькой отдачей, из которого научился бы стрелять даже малообученный солдат. Револьвер должен был поражать противника при первом же попадании на близком расстоянии. Длинная, тяжёлая, закруглённая пуля в патроне, минимально стабилизированная по весу и калибру в патроне, при попадании объекта смещалась по горизонтали, нанося тем самым более широкую проникающую рану. Этого хватало, чтобы нейтрализовать противника на коротком расстоянии. В то время патроны 38-го калибра Smith & Wesson при массе пули в 13 г были широко распространены среди полиции и гражданских лиц (в США эти патроны назывались .38 Super Police).
Британская компания Webley & Scott переработала свой револьвер Webley Mk IV под патрон .38/200 и представила военным. Однако ещё до приёма револьвера британские военные обратились к правительственному Королевскому заводу стрелкового оружия в лондонском боро Энфилд, и местный завод в 1928 году начал производство револьвера, внешне напоминавшего творение Webley, но отличавшегося внутри. Револьвер был принят под названием Revolver, No 2 Mk I в 1931 году. В 1938 году началось производство модификации Mk I*: она отличалась отсутствием выступа на курке, который цеплялся за выступающие части в бронемашинах, и наличием самовзводного (более простого) механизма двойного действия, не допускавшего стрельбу с предварительно взведённого курка, а в 1942 году была принята модификация Mk I**, технология производства которой была упрощена для военных нужд (отказ от оружейного предохранителя), но в послевоенные годы производство второй модификации прекратилось.
Компания Webley & Scott подала в суд на британское правительство, требуя компенсацию в размере 2250 фунтов стерлингов за издержки в исследовании и разработке револьвера. В защиту действий правительства выступил завод Энфилда, заявивший, что револьвер был разработан капитаном Бойзом при помощи специалистов из Webley & Scott. В итоге Webley & Scott проиграла дело, получив компенсацию в 1250 фунтов стерлингов только от Королевской комиссии по награждению изобретателей. Тем не менее, фабрики Энфилда с военными заказами не справлялись, и револьвер Webley Mk IV снова был принят в качестве стандартного оружия Британской армии.

## Варианты и применение в бою

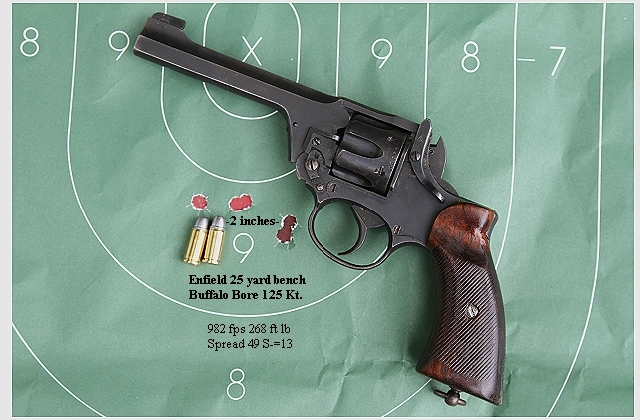
Результаты стрельбы из револьвера Enfield No. 2 Mk. I с расстояния в 22,86 м (25 ярдов)

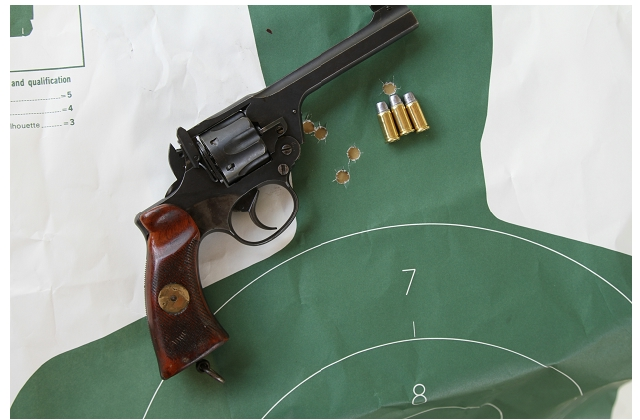
Результаты быстрой стрельбы из револьвера Enfield No. 2 пулями .38/200

Существовали две основные модификации револьвера Enfield No. 2 Mk I. Первой была модификация Mk I*, отличавшаяся отсутствием выступа на курке и ударно-спусковым механизмом только двойного действия. Это означало, что для стрельбы не надо было каждый раз взводить курок. Револьвер и все его модификации можно было быстро перезарядить благодаря конструкции переломной рамы и автоматическому экстрактору, который одновременно выбрасывал все шесть гильз из барабана. Перезарядка происходила вручную либо же при помощи отдельных обойм. Рукоятка, изготавливавшаяся из пластика, вскоре была специально переоборудована для быстрой стрельбы, что привело к появлению модификации Mk II с новой рукоятью. Большинство револьверов, произведённых на заводе Энфилда, были или модификациями Mk I*, или подогнанными под этот стандарт. Второй модификацией являлась Mk I**, созданная в 1942 году как упрощённый в технологическом плане вариант Mk I* без предохранителя. Производство второй модификации длилось недолго.
Значительная часть револьверов Mk I во время Второй мировой войны была подвергнута модификации, получив обозначение Mk I*. В основном это происходило во время ремонта оружия. Считается, что она была более дешёвой и простой в производстве, к тому же солдат мог пройти быстрее обучение по владению оружием при использовании Mk I*. Обычно солдата обучали быстрой стрельбе из револьвера на очень короткой дистанции, и в этом плане Mk I* по точности превосходил многие револьверы и не уступал самозарядным пистолетам, поскольку не надо было прикладывать большие усилия для нажатия спускового крючка при УСМ двойного действия. Однако для стрельбы на большой дистанции револьвер не подходил: УСМ двойного действия обеспечивал точную стрельбу на дистанции не более чем 13,7 м (15 ярдов).
Некоторые из оружейников переделывали обратно модификации Mk I* в изначальные варианты Mk I, хотя никаких документов, предписывавших совершать такие действия, не было, а такая переделка револьверов являлась сугубо личным делом и выполнялась только по заказам. Несмотря на то, что оружие начало сниматься с вооружения в конце Второй мировой войны, револьверы Enfield и Webley продолжали де-факто использоваться и дальше, пока к апрелю 1969 года их не вытеснил пистолет Browning Hi-Power. Боевой опыт показал, что револьверы Enfield под патрон .38/200 для обычного солдата подходили куда лучше, чем тяжёлые револьверы Webley под более тяжёлый и мощный патрон .455, использовавшийся в Первой мировой войне. Тем не менее, револьверы двойного действия с длинным спусковым крючком Enfield No. 2 Mk I* не снискали популярность среди солдат: у других револьверов и самозарядных пистолетов этот крючок был гораздо короче. Вследствие этого в армии револьвер Enfield не был так широко распространён, как американские револьверы Smith & Wesson Model 10, Colt Official Police или британский Webley.

## Патроны
Револьвер Enfield No. 2 Mk I был разработан под патрон Cartridge S.A. Ball Revolver .380 inch Mk. I и его вариант Mk.Iz. Это было дальнейшее развитие патрона .38 S&W (он же .38/200) под револьверы Smith & Wesson. Масса безоболочечной пули составляла 13 граммов, начальная скорость при выстреле достигала 190—200 м/с. Перед началом Второй мировой войны в Великобритании некоторые официальные лица заявили, что патрон нарушает международную конвенцию, запрещающую использование разрывных пуль. Новый патрон 38-го калибра с оболочечной пулей массой 11,5 г вскоре был представлен, для балансировки баллистики новой пули были изменены прицельные приспособления на револьвере. Новый патрон получил обозначение Cartridge, Pistol, .380 Mk IIz. Патроны предыдущей версии 380/200 Mk I использовались для учебных стрельб, но в послевоенные годы британцы вынуждены были в связи с проблемами со снабжением использовать патроны как старой, так и новой версий. Поставку патронов 380/200 Mk I производства компании «Winchester» вели и американцы.

## Производители
Значительная часть револьверов Enfield No. 2 изготавливалась на Королевском заводе стрелкового оружия в Энфилде, однако в военное время производство велось и в других точках. В Шотландии изготовлением модификации Mk I* занималась компания Albion Motors, передав затем контракт на производство Coventry Gauge & Tool Co и произведя к 1945 году 24 тысячи экземпляров обеих модификаций. Филиал компании по производству швейных машин Singer в Клайдбанке также производил запчасти для револьверов с клеймом SSM, но сборку осуществляли в Энфилде.
В Австралии производство велось в Новом Южном Уэльсе на заводе Howard Auto Cultivator Company (HAC). В 1941 году началось производство модификаций Mk I* и Mk I**, но всего было выпущено 350 экземпляров. Произведённые копии критиковались военными за невозможность заменять детали на другие детали револьверов того же производства HAC. Значительная часть револьверов производства HAC была утилизирована, и неизвестно, сохранились ли уцелевшие экземпляры.

## Страны-пользователи
- Великобритания
- Австралия
- Гамбия[19]
- Израиль
- Канада
- Лесото[19]
- Пакистан
- Филиппины: револьвер Mk I был на вооружении войск Филиппин и партизан Второй мировой войны, использовался армией до 1960-х годов и во время восстания Хукбалахап 1946—1954
- Шри-Ланка